# Лахштет
Лахштет (њем. Lahstedt) општина је у њемачкој савезној држави Доња Саксонија. Једно је од 8 општинских средишта округа Пајне. Према процјени из 2010. у општини је живјело 10.508 становника. Посједује регионалну шифру (AGS) 3157004.

## Географски и демографски подаци
Лахштет се налази у савезној држави Доња Саксонија у округу Пајне. Општина се налази на надморској висини од 97 метара. Површина општине износи 43,6 km². У самом мјесту је, према процјени из 2010. године, живјело 10.508 становника. Просјечна густина становништва износи 241 становника/km².